# Listă de dramaturgi brazilieni
Listă de dramaturgi brazilieni:

## A
- José de Alencar (1829-1877)
- Aluísio Azevedo (1857-1913)
- Artur de Azevedo (1855-1908)
- Alfredo Dias Gomes (1922-1999)

## B
- Lúcia Benedetti
- Jô Bilac
- Pedro Bloch
- Augusto Boal

## C
- Pedro de Calasans
- Gero Camilo
- Lúcio Cardoso
- Dan Baron Cohen

## D
- Gonçalves Dias

## F
- Ary Fernandes
- Millôr Fernandes
- Guilherme Figueiredo
- Adonias Filho
- Oduvaldo Vianna Filho (1936-1974)

## J
- França Júnior

## L
- Vange Leonel

## M
- Maria Clara Machado (1921-2001)
- Plínio Marcos (1935-1999)
- Vinicius de Moraes (1913-1980)

## N
- Coelho Neto

## O
- José Oiticica
- Domingos Olímpio

## P
- Martins Pena
- Manuel de Araújo Porto-Alegre, Baron de Santo Ângelo

## Q
- Qorpo-Santo

## R
- João do Rio
- Nelson Rodrigues

## S
- Aguinaldo Silva
- Antônio Gonçalves Teixeira e Sousa
- Heloneida Studart
- Ariano Suassuna

## T
- Alfredo d'Escragnolle Taunay, Viscount of Taunay
- Gerald Thomas
- João Silvério Trevisan

## V
- Edla Van Steen

## Vezi și
- Listă de piese de teatru braziliene
- Listă de dramaturgi
- Listă de dramaturgi portughezi